# Inuyashiki
Inuyashiki (Japans: いぬやしき) is een sciencefictionmanga, geschreven door Hiroya Oku. Inuyashiki werd van januari 2014 tot juli 2017 in het blad Ibuningu van Kodansha gepubliceerd. In 2017 werd er van Inuyashiki een anime uitgebracht.
Het verhaal gaat over Inuyashiki Ichiro, een oude man zonder vrienden en een familie die weinig om hem geeft. Op een avond wordt hij door een explosie geraakt die was veroorzaakt door iets van buitenaardse afkomst. Inayashiki's lichaam wordt vervangen door een mechanisch lichaam dat er van buiten menselijk uitziet. Zijn nieuwe lichaam maakt hem haast onverwoestbaar en hij besluit om zijn nieuwe krachten te gebruiken om mensen te redden.